# Van Biesbroeck (månkrater)
För andra betydelser, se Van Biesbroeck.
Van Biesbroeck är en nedslagskrater på månen. Van Biesbroeck har fått sitt namn efter den belgisk-amerikansk astronomen George Van Biesbroeck.
Kratern har en diameter på ungefär 9 km.